# بیماری‌های رایج در ایران باستان

بیماری‌های رایج در ایران باستان

در بررسی تاریخ پزشکی ایران باستان، شواهد گوناگون از متون پزشکی، الواح، اوستا، و یافته‌های باستان‌شناسی، حاکی از آن است که مردم این سرزمین با طیف متنوعی از بیماری‌ها درگیر بوده‌اند. بیماری‌هایی همچون تب‌های عفونی، بیماری‌های انگلی، اختلالات گوارشی، بیماری‌های پوستی، و اختلالات روانی از جمله موارد شایع در متون کهن و گزارش‌های تاریخی به‌شمار می‌روند. همچنین، باورها و رویکردهای درمانی در ایران باستان ترکیبی از پزشکی تجربی، گیاه‌درمانی، و باورهای دینی و جادویی بود.
ایرانیان باستان بیماری را ناشی از یورش افکار اهریمنی مانند ترس، اندوه، رشک و نفرت به ذهن انسان می‌دانستند. این دیدگاه نشان‌دهنده ارتباط عمیق باورهای مذهبی و دیدگاه روان‌شناسانه در رویکردهای درمانی آن دوران است.
در اوستا، به‌شکل گسترده‌ای از بیماری‌هایی مانند تب (تفنو)، سردرد، پیسی (پئسه)، بیماری‌های مغزی و مارگزیدگی یاد شده که برخی قابل تطبیق با مفاهیم امروزی هستند، نظیر تب‌های عفونی، افسردگی، جذام.

## مهم‌ترین بیماری‌ها در ایران باستان
موقعیت حساس ایران باستان از نظر قرارگیری بین مناطقی مانند هند، روسیه و بین‌النهرین از عواملی است که همیشه این کشور را در معرض خطرهای زیادی مانند انواع بیماری قرار داده است. مهم‌ترین بیماری‌های مربوط به دوران ایران باستان عبارتند از:

### طاعون ژوستینین

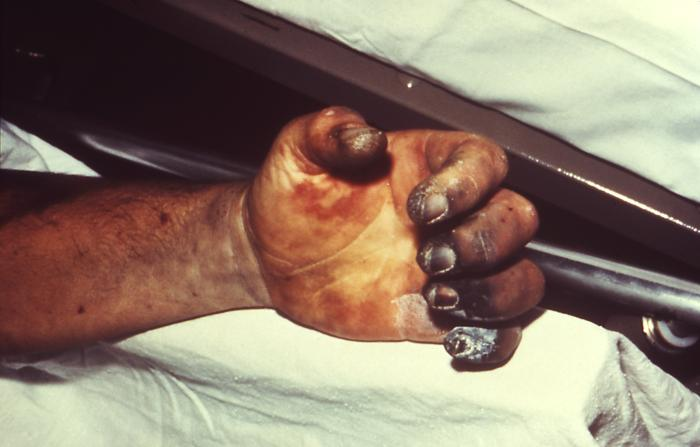
ویژگی شاخص طاعون ژوستینین نکروز دست بود.

یکی از وحشتناک‌ترین بیماری‌های ثبت شده در تاریخ ایران بیماری طاعون ژوستینین است، این بیماری تا دو قرن در ایران بود و جان ایرانیان را به خطر می‌انداخت. آمار ایران نشان می‌دهد در سال‌های ۵۴۱ یا ۵۴۲ پس از میلاد مسیح آغاز شد تا ۲۰۰ سال ادامه پیدا کرد.
این طاعون یکی از کشنده‌ترین طاعون‌های تاریخ بود که در حدود دو قرن بروز خود بیش از ۵۰ میلیون نفر (۲۶ درصد جمعیت جهان در زمان آغاز آن) را طعمهٔ مرگ کرد.

### طاعون سیاه
طاعون پس از یک دوره سکوت، دوباره شیوع پیدا کرد و این بار با نام طاعون سیاه یا مرگ سیاه معروف شد. در سال ۷۱۲ هجری شمسی، این بیماری در اروپا، آفریقا و آسیا شیوع پیدا کرد. این بیماری از استان هوبی چین پدیدار شد و توسط تاتارها به اروپا منتقل شد. تخمین زده می‌شود که یک‌سوم جمعیت ایران در آن زمان کشته شدند.

### جذام

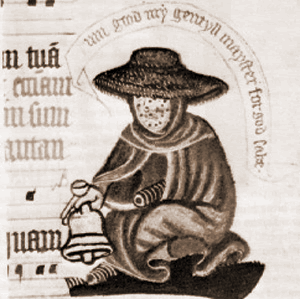
یک جذامی در حال تکان دادن زنگوله برای هشدار به مردم

در بین بیماریهای باستانی، یکی از قدیمی‌ترین و معروف‌ترین آنها، بیماری جذام است که عامه مردم ایران به آن خوره می‌گویند. جذام در طول تاریخ بیش از هر بیماری دیگری باعث ترس و تنهایی انسان‌ها شده است.
هزاران سال است که بشریت با بیماری جذام دست و پنجه نرم می‌کند. منشأ آن را می‌توان با پیدایش انسانهای اولیه همزمان دانست؛ چینی‌ها از ۵۰۰ سال قبل از میلاد مسیح این بیماری را می‌شناختند و به‌طور کل به دشواری می‌توان مبدأ بیماری جذام را مشخص کرد. در پایان قرون وسطی جذام در غرب از میان رفت. از ابتدای قرون وسطی تا پایان جنگ‌های صلیبی، وسعت قلمرو جذام‌خانه‌ها در سراسر اروپا چند برابر شده بود. بنا بر گفته متیو پاری، در کل قلمرو مسیحیت نوزده هزار جذامخانه وجود داشت.
اولین نمونه‌های جذام، در مناطقی از جمله هند و مصر دیده شد و تا مدتها تصور می‌شد که این بیماری ارثی و عذابی از جانب خداوند است.

## یافته‌های باستان‌شناسی
مطالعات استخوان‌شناسی در استان سمنان – گورستان خرند و گنداب – نشان داده‌اند علایمی از شکستگی استخوان، خار پاشنه، فیوژن مهره‌ها، کم‌خونی و فقر آهن، بیماری‌های انگلی، و حتی جراحی شکافت جمجمه در دوران پیش از تاریخ ایران مشاهده شده است.
در کاوش‌های سایت‌هایی همچون گوهرتپه بهشهر، استخوان‌شناسان نشانه‌های گسترده‌ای از پوکی استخوان، خصوصاً در استخوان‌های ترقوه و ران افراد، را شناسایی کرده‌اند. این اختلال با نخستین علامت‌شناسی‌ها شامل خوردگی سطح استخوان و کاهش ساختار میکرواتی استخوان همراه بوده است.
مطالعات دیرین‌پاتولوژیک بر اسکلت‌های اواسط هزاره سوم و دوم پیش از میلاد در شهر سوخته (حدود ۳۲۰۰–۱۸۰۰ ق. م) نشان داده‌اند حدود ۳۷٫۵٪ از افراد بالغ دارای نشانه‌های کم‌خونی (CC) بوده‌اند و ۱۷٫۵٪ دارای علایم CO (کمبود آهن کلاسیک) بودند؛ بنابراین کم‌خونی عارضه رایجی در جمعیت آن دوره بوده است.
در اجساد مردان نمکی چهرآباد – جسدهایی که در معدن نمکی به‌صورت طبیعی مومیایی شده‌اند – به دفعات آثار شکستگی، خوردگی و فشردگی استخوانی مشاهده شده است. بیشتر این جراحات ناشی از ریزش تونل بوده است. یکی از این اجساد همچنین دارای تخمک‌های کرم نواری در روده بود که نشان می‌دهد آن فرد گوشت خام یا نیم‌پز مصرف می‌کرده است – مشخص‌کننده اولین شواهد انگل روده‌ای در مومیایی‌های ایران.

## روش‌های بهداشتی و درمانی در ایران باستان
در ایران باستان، بهداشت عمومی و درمان فردی بر پایه آموزه‌های دینی، دانش تجربه‌شده و سیاست‌گذاری حاکمان توسعه یافت. شاهان و روحانیان نقش برجسته‌ای در ترویج بهداشت، آموزش پزشکی و تأسیس مراکز درمانی ایفا کردند. نگاه ویژه به امر بهداشت و سلامت جامعه در ایران باستان از مهم‌ترین اولویت‌های پادشاهان و روحانیون بوده است. پادشاهان با ایجاد مراکز درمانی و توجه به امور پزشکان و روحانیون با تعلیم آموزه‌های بهداشتی از کتاب اوستا، به رعایت بهداشت تأکید می‌کردند. در ایران باستان، پیشگیری امری مهم‌تر از درمان تلقی می‌شد.

### دیدگاه فلسفی و مذهبی
در دوران باستان، پزشکی بر پایه آموزه‌های زرتشتی شکل گرفته بود. بیماری ناشی از نیروی اهریمنی و سلامتی نتیجه تعادل معنوی و جسمی تلقی می‌شد. درمان با سه روش انجام می‌شد: درمان با چاقو (جراحی)، دارو (گیاه‌درمانی) و دعا (واژه).

### بهداشت عمومی: آب، خاک و هوا
حکومت‌های باستانی توجه ویژه‌ای به تصفیه آب، دفع زباله، نظافت محیط زندگی و جلوگیری از آلودگی هوا داشتند. قواعد جمع‌آوری پسماند، جلوگیری از نفوذ حشرات و حفظ سلامت آب شرب نظام‌مند پیاده‌سازی می‌شد.

### تأسیس مراکز درمانی و آموزش پزشکی
شاهان هخامنشی و ساسانی خود مؤسس یا حامی مراکز درمانی بودند و پزشکی را بخشی از بودجه دولتی می‌دانستند. در دوره ساسانی، شهر جندی‌شاپور به‌عنوان یکی از نخستین مراکز آموزش و درمان پزشکی تأسیس شد.

### طبقه‌بندی پزشکان و پزشکی تخصصی
در منابع اوستایی، پزشکان به پنج تخصص تقسیم می‌شدند: اشوپزشک (پزشکی معنوی و بهداشتی)، دادپزشک (پزشک قانونی)، کاردپزشک (جراح)، اوروپزشک (گیاه‌درمانگر)، مانتره‌پزشک (درمان با دعا).

### داروشناسی و گیاه‌درمانی
استفاده گسترده از گیاهان دارویی (مانند کندر، شیرین‌بیان)، روغن‌های طبیعی و اسانس‌ها رایج بود و به‌عنوان بخشی از درمان‌های پیشگیرانه و درمانی مورد استفاده قرار می‌گرفت.

### نقش طب سنتی ایران در دوران معاصر
امروزه طب سنتی که برگرفته از دستاوردهای ایران باستان است، در ایران از طریق دانشکده‌های طب ایرانی، سلامتکده‌ها و سیاست‌های رسمی مانند سند توسعه طب سنتی به رسمیت شناخته شده است. این طب در سطح بین‌المللی نیز به‌تدریج جایگاهی یافته است.

## مراکز درمانی و پزشکی در ایران باستان

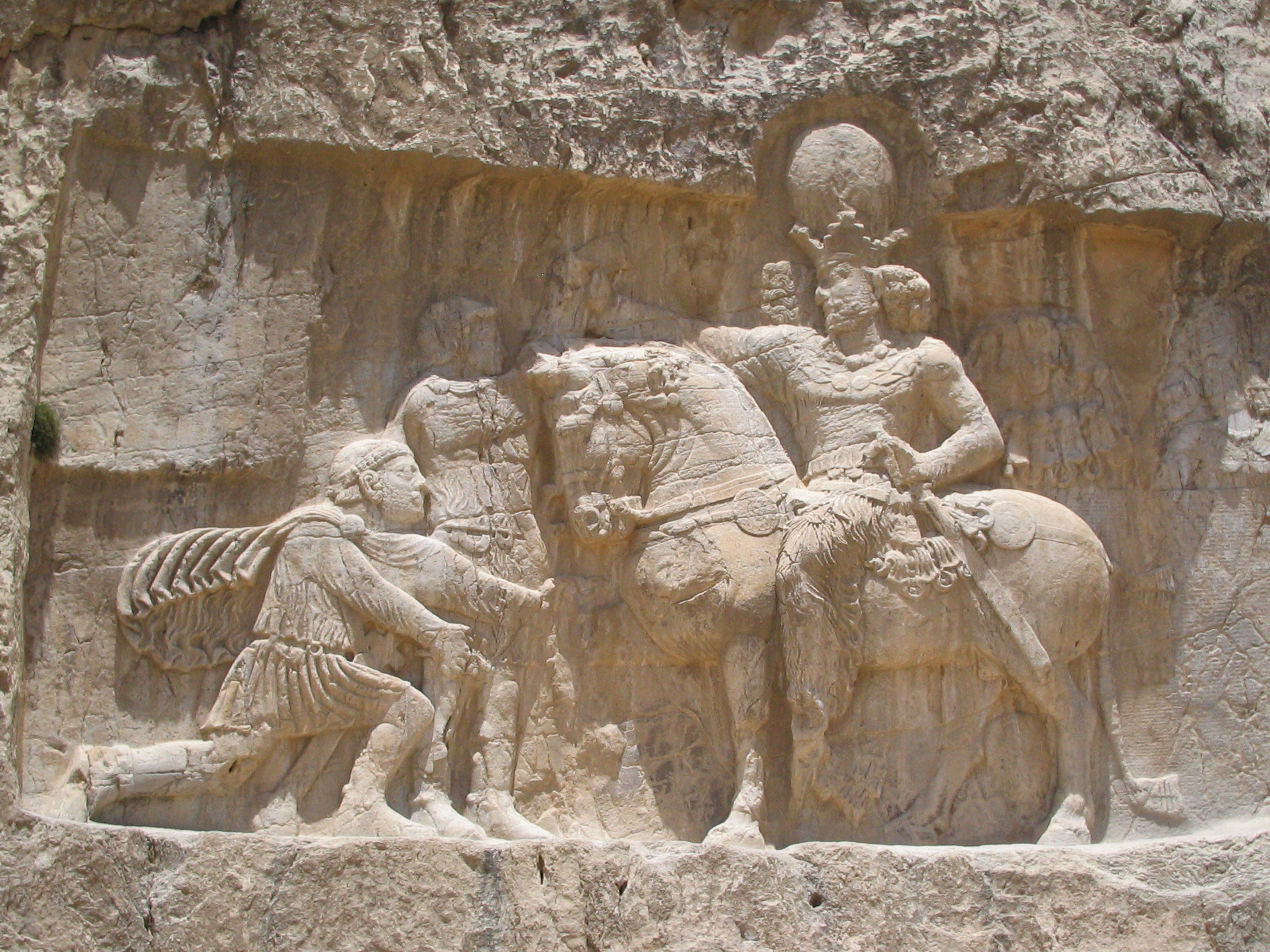
شاپور یکم ساسانی، بنیانگذار تمدن ایرانی ساسانی، به‌وسیلهٔ استفاده از اسیران معمار رومی و پزشکان تبعیدی یونانی.

در ایران باستان، به‌ویژه در دورهٔ ساسانیان، ساختارهایی منسجم برای آموزش، پژوهش و درمان وجود داشت که از مهم‌ترین آن‌ها می‌توان به آکادمی گندی‌شاپور اشاره کرد. این مراکز نه‌تنها در حوزهٔ پزشکی، بلکه در زمینه‌های فلسفه، نجوم، داروسازی و ترجمه آثار علمی نیز فعال بودند و نقش مهمی در انتقال دانش به دنیای اسلامی و سپس اروپا ایفا کردند.

### بیمارستان و دانشگاه گندی‌شاپور
دانشگاه گندی‌شاپور یکی از نخستین مراکز دانشگاهی و درمانی جهان باستان بود که در سدهٔ سوم میلادی، به دستور شاپور یکم ساسانی در شهر گندی‌شاپور (واقع در خوزستان امروزی) بنیان‌گذاری شد. این مرکز شامل دانشگاه، بیمارستان، داروخانه، کتابخانه و رصدخانه بود و ترکیبی از دانش پزشکی یونانی، هندی و ایرانی را گرد هم می‌آورد. پزشکان، استادان و مترجمان برجسته‌ای از فرهنگ‌های گوناگون در این نهاد فعالیت داشتند و آموزش پزشکی در آن مبتنی بر حضور در بیمارستان و تجربهٔ عملی بوده است. روش آموزش در این مؤسسه پیشرو بود: دانشجویان پزشکی در بیمارستان زیر نظر هیئت علمی آموزش می‌دیدند و برای دریافت مجوز طبابت باید در آزمون‌هایی شرکت می‌کردند.

### دیگر مراکز علمی و درمانی
علاوه بر گندی‌شاپور، در سایر شهرهای ایران همچون ری، همدان و نیشابور نیز مراکز درمانی کوچک‌تری وجود داشت که تحت نظارت موبدان و پزشکان زرتشتی اداره می‌شد. در این مراکز، طب سنتی ایرانی همراه با آموزه‌های اوستایی در زمینهٔ سلامت، پاکی بدن و پیشگیری از بیماری‌ها آموزش داده می‌شد.